# Тур Большого Монреаля
Тур Большого Монреаля (фр. Tour du Grand Montréal) — шоссейная многодневная велогонка, проходившая по территории Канады с 2002 по 2009 год.		

## История
Гонка была создана в 2002 году и сразу вошла в Женский мировой шоссейный календарь UCI, в рамках которого проводилась на протяжении всей своей истории.		
В 2010 году гонка была отменена вместе с ещё двумя гонками: Монреаль Ворлд Кап и Туром Острова Принца Эдуарда. Как сказал их организатор Даниэль Манибал, причиной отменны всех трёх гонок стал затруднённый поиск спонсоров из-за создания двух мужских гонок, включенных в Мировой тур UCI — Гран-при Квебека и Гран-при Монреаля.
Маршрут гонки проходил в регионе Большой Монреаль — городе Монреаль и его окрестностях. Продолжительность гонки была от 2 до 4 дней, в один из которых проводилось два полуэтапа. Эти два полуэтапа были постоянными на протяжение всех лет и проходили в Монреале, представляя собой индивидуальную гонку на 3 км в René Lévesque Park (район Лашин) и критериум протяжённостью 50 км в Маленькой Италии. Заключительный этап изначально проходил в Тербоне, а с 2006 года переместился в Мон-Сент-Илер. Остальные этапы проводились в Риго, Шатоге или Гранби.
Рекордсменками с двумя победами стали немка Юдит Арндт и австралийка Ойнон Вуд.

## Призёры
| Год  | Победитель       | Второй          | Третий         |
| ---- | ---------------- | --------------- | -------------- |
| 2002 | Лаура Ван Гилдер | Деде Барри      | Клара Хьюз     |
| 2003 | Эмбер Небен      | Лин Бессетт     | Магали Ле Флок |
| 2004 | Юдит Арндт       | Анита Вален     | Лин Бессетт    |
| 2005 | Ойнон Вуд        | Аннетт Бойтлер  | Дорте Лозе     |
| 2006 | Кристин Торберн  | Трикси Воррак   | Юдит Арндт     |
| 2007 | Ойнон Вуд        | Трикси Воррак   | Катерина Бейтс |
| 2008 | Юдит Арндт       | Сюзанна де Гуде | Ойнон Вуд      |
| 2009 | Кирстен Вилд     | Трикси Воррак   | Лорен Тамайо   |